# 尼爾遜
尼爾森，地理位置在紐西蘭的中心，南島的北端，是紐西蘭 17 個地方行政區面積最小的一個。尼爾森市為尼爾森地區的行政中心，也是該區發展藝術和手工藝的中心，每年皆會舉辦如尼爾遜藝術節之類的全民活動。
尼爾遜的行政區命名是為了紀念一名海軍中將、霍雷肖·纳尔逊在1805年擊敗法國和西班牙艦隊的特拉法加海戰。

## 旅遊

### 國家公園
尼爾遜地理上有一面臨塔斯曼灣，其他三面皆環山，在紐西蘭是探險和生態旅遊重點地區，有數座國家公園：阿貝爾塔斯曼國家公園、卡胡朗吉國家公園和尼爾遜湖泊國家公園。

### 博物館
- 尼爾遜省博物館（英语：Nelson Provincial Museum），收藏相當多重要歷史文物。

### 動物園
- Natureland動物園，是一座規模較小的動物園。

## 教育
尼爾遜內有一所高等教育學校：尼爾森馬爾伯勒理工學院。

## 交通
- 尼爾森機場（英语：Nelson Airport），為紐西蘭，第六繁忙的機場，每年大約有超過50萬人次的旅客使用。該機場被定位為限制型國際機場，所以它只處理和安排國際性的私人包機起降。機場周邊的地面交通，以龐巴迪系統為主。

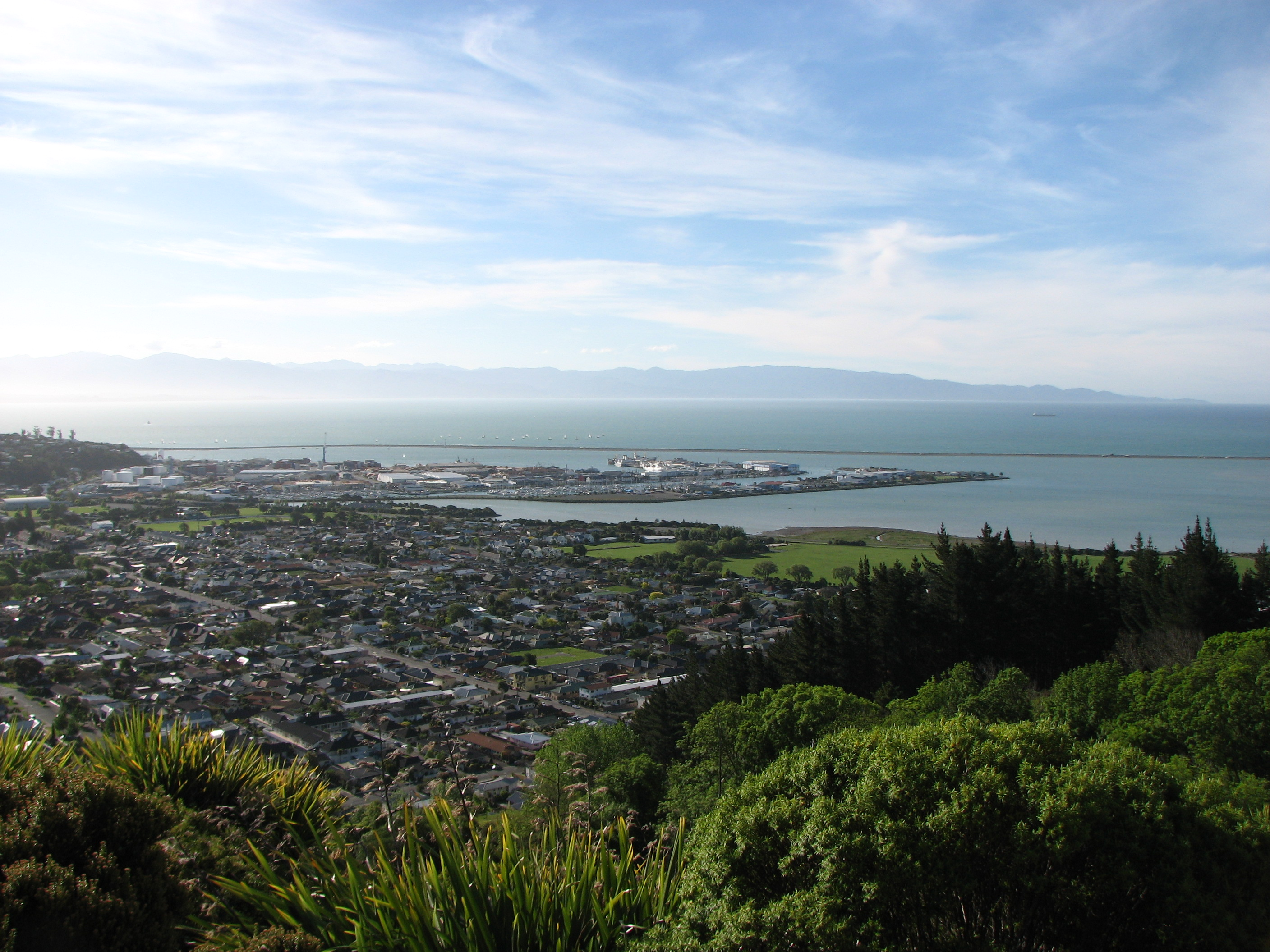
一般認為尼爾遜地區在紐西蘭的地理中心位置

41°17′35″S 173°14′17″E / 41.29306°S 173.23806°E